# 仙樂斯舞宮

仙樂斯舞宮

仙樂斯舞宮（英語：CIRO′S），是上海市在中華民國時期的一座舞廳。仙樂斯舞宮開業於1936年12月，和新仙林、百樂門、大都會並列為民國時期的上海四大舞廳。1949年後，仙樂斯舞宮被停業，改建為仙樂書場。